# Événements initiaux du génocide des Tutsis au Rwanda
Cet article présente le déroulement des événements initiaux du génocide des Tutsi au Rwanda, en avril 1994. Parmi ces événements, on compte notamment l'attentat du 6 avril 1994 contre l'avion du président Juvénal Habyarimana, l'assassinat de la Première ministre Agathe Uwilingiyimana et la relance de la guerre civile.

## L'attentat du 6 avril 1994

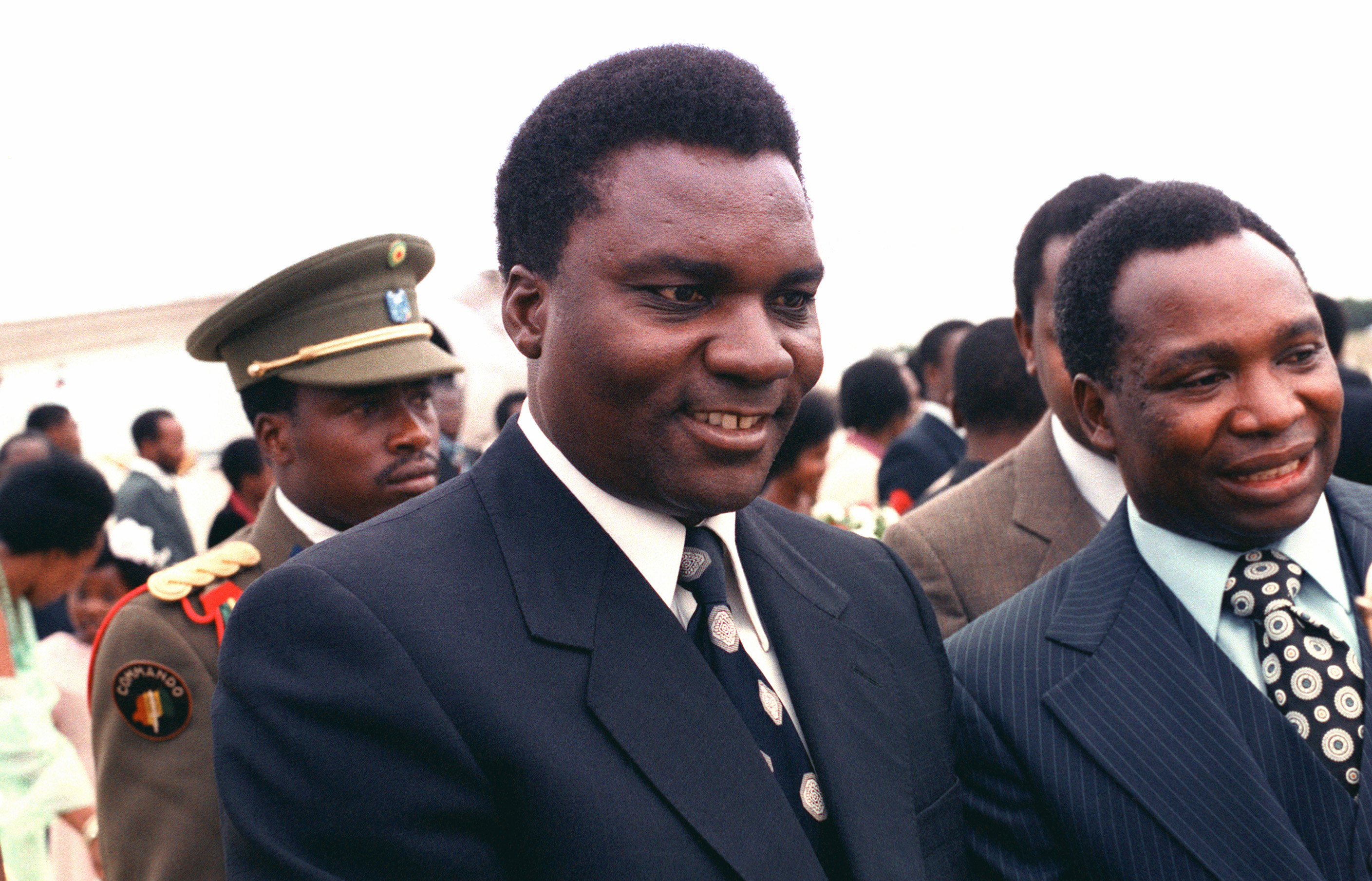
Le président Juvénal Habyarimana.

Le 6 avril 1994, en fin de journée, le président Juvénal Habyarimana rentre à Kigali à bord de son avion personnel, un Mystère Falcon fourni par la France et piloté par un équipage français. Il revient d'une rencontre régionale liée aux accords d'Arusha qui ont mis un terme à la guerre civile rwandaise débutée en 1990 et où il a accepté de mettre en place les institutions de transition sans que le parti extrémiste CDR (Coalition pour la défense de la République) y soit représenté. Juste avant de décoller, il a proposé à son homologue burundais de l'accompagner, et de lui prêter son avion jusqu'à Bujumbura. D'après l'audition de François Léotard devant les députés français, le président Mobutu aurait dû se trouver à cette rencontre régionale, mais aurait refusé de venir au dernier moment. Outre les présidents rwandais et burundais, l'avion transportait des dignitaires du régime rwandais, dont le chef d'état-major des Forces armées rwandaises, le général Nsabimana. En phase d'atterrissage à Kigali, des missiles sont tirés sur l'avion depuis le camp militaire de Kanombe,. L'avion est touché et s'écrase non loin de l'aéroport, en partie sur le terrain de la résidence présidentielle. Il n'y a aucun survivant. Des photos ont montré les corps des personnalités victimes de cet attentat dans la chapelle ardente improvisée dans le salon de la maison présidentielle, selon les témoignages de la famille présidentielle.

## La semaine qui suit l'attentat
Les premiers jours du génocide ont été marqués par une suite d'événements qui débutent par l'assassinat de la Première Ministre, le massacre des Hutus modérés et l'assassinat de dix casques bleus belges de la MINUAR. Le colonel Théoneste Bagosora s'impose comme le nouvel homme fort du Rwanda et mène la constitution d'un gouvernement intérimaire. Simultanément dès les premières heures du 7 avril 1994 commence le génocide des Tutsis.

### Déclenchement des premiers massacres dès l'aube du 7 avril 1994
Dans l'heure qui suit l'attentat, la garde présidentielle et les milices interahamwe entrent en action dans Kigali et dans certaines régions du Rwanda, notamment dans le Nord-Ouest. Même si l'événement de l'attentat n'était bien évidemment pas connu à l'avance, il semble que pour tous les Rwandais, de tout bord, il ait constitué un signal fort et unanime. Ceux qui allaient tuer savaient ce qu'ils avaient à faire, ceux qui étaient des Tutsis ou des responsables hutus modérés, comprirent aussitôt que leur vie était en danger.

### Assassinat d'Agathe Uwilingiyimana, Première ministre et chef de file des Hutus de l'opposition
Dans la nuit du 6 au 7 avril, l'état-major des FAR et celui de la gendarmerie, menés par le colonel Bagosora, s'affrontent verbalement avec le général Roméo Dallaire, commandant de la MINUAR, et avec Jacques-Roger Booh-Booh, représentant spécial au Rwanda du secrétaire général de l'ONU, qui rappellent l'autorité légale du Premier ministre pour prendre le contrôle de la situation. Le colonel Bagosora conteste avec âpreté son autorité. Le général Roméo Dallaire décide de donner une escorte de casques bleus à Madame Agathe Uwilingiyimana pour la protéger et lui permettre de lancer un appel au calme à la radio dès le lendemain matin. Le 7 avril au matin, la garde présidentielle investit la radio d'État et Madame Uwilingiyimana  doit annuler son discours. Vers 8 h, le domicile du Premier Ministre est cerné par la garde présidentielle. Vers 8 h 30, Mme Uwilingiyimana tente avec son mari de se réfugier chez un voisin, employé des Nations unies, mais ils sont finalement retrouvés et tous deux assassinés. Leurs enfants, qui ont réussi à se cacher, sont sauvés. Les casques bleus formant l'escorte du Premier Ministre sont capturés et emmenés au camp Kigali, et, parmi eux, les soldats belges y seront assassinés après une courageuse résistance.
D'autres responsables modérés, favorables aux accords d'Arusha, sont assassinés le même matin : le président de la Cour constitutionnelle Joseph Kavaruganda, le vice-président du PSD Félicien Ngango et le président du Parti libéral et ministre du Travail Landoald Ndasingwa, tous deux candidats à la présidence de l'assemblée de transition. Faustin Twagiramungu, Premier ministre pressenti par les accords d'Arusha, mis en sûreté par la MINUAR, a la vie sauve.

### Assassinat de dix casques bleus belges

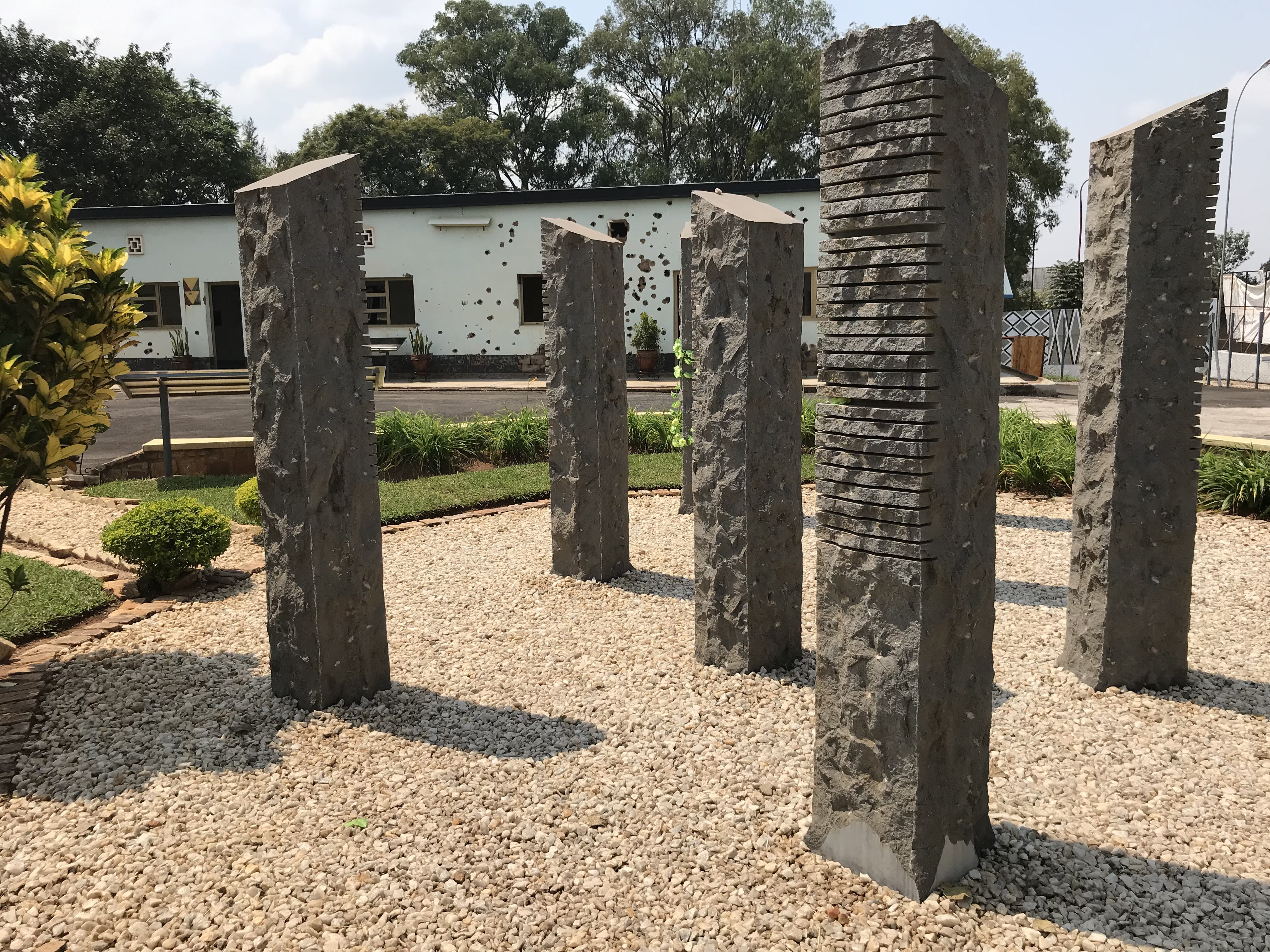
Mémorial du camp de Kigali en hommage aux dix casques bleus assassinés à cet endroit en 1994.

Les quinze casques bleus (dix Belges et cinq Ghanéens) devant protéger le Premier ministre, Madame Uwilingiyimana, sont cernés au domicile de cette dernière par la garde présidentielle vers 8h du matin. Dans un premier temps, le lieutenant commandant le groupe est enjoint par sa hiérarchie de ne pas rendre les armes, mais devant l'annonce qu'il a déjà quatre hommes désarmés, il se voit autorisé à rendre les armes s'il le juge nécessaire. Les quinze soldats sont capturés sans résistance possible, et conduits au camp militaire de Kigali à 9 h, situé à quelques centaines de mètres. Là, un major rwandais laisse courir le bruit que les Belges sont responsables de l'attentat qui a abattu l'avion présidentiel. Des soldats rwandais attaquent aussitôt les casques bleus belges dont quatre sont rapidement tués. Plusieurs soldats rwandais qui se sont interposés sont blessés. Les six soldats belges survivants ainsi que les cinq Ghanéens se réfugient dans un local de permanence de l'ONU. Les cinq casques bleus ghanéens sont autorisés à sortir et sont rapidement libérés. Un soldat rwandais voulant pénétrer dans le local se voit arracher sa kalachnikov par les Belges et est tué par ceux-ci. Ces derniers sont finalement tués à coup de grenades vers 13 h. Vers 11 h, le général Roméo Dallaire, commandant les forces de l'ONU, qui se rendait non loin de là à une réunion avec les principaux militaires rwandais (dont le colonel Bagosora) passe devant la caserne où ses soldats sont détenus, voit des corps, tandis que des survivants résistent encore à l'intérieur, mais son chauffeur rwandais refuse de s'arrêter, estimant que leur sécurité est en danger. Mais le général Dallaire n'ordonne aucune action militaire contre le camp de Kigali, estimant que celle-ci mettrait l'ensemble de la MINUAR en danger. Il n'obtient pas l'autorisation de se rendre dans le camp de la part du colonel Bagosora qui prétend que le camp est hors de contrôle. Bagosora et son entourage conseillent ensuite au général Dallaire qu'il vaut mieux que les troupes belges s'en aillent car la radio des Mille collines les accuse d'être les auteurs de l'attentat contre l'avion présidentiel – ce qui expliquait, selon eux, la colère incontrôlable de cette unité. Le général Roméo Dallaire avait été informé dès janvier 1994, par un informateur qu'il nomma « Jean-Pierre », que le plan prévoyait de s'attaquer aux soldats belges pour faire partir la MINUAR, dont ils étaient l'élément majoritaire.
La question de savoir si la mort des dix soldats belges est la conséquence d'un concours malheureux de circonstances ou si, au contraire, elle relève d'un plan délibéré pour forcer la Belgique à retirer ses soldats n'a pas pu être clairement tranchée.
Un gradé rwandais responsable de cet assassinat a été condamné en 2007 en Belgique à 20 ans de prison.

### Évacuation des personnels étrangers par la Belgique et la France
La France et la Belgique constituèrent deux opérations militaires d'évacuation, l'opération Amaryllis et l'opération Silver Back. La France évacue aussi des dignitaires, des familles de dignitaires du régime Habyarimana et les enfants d'un orphelinat présidentiel.
Ces évacuations furent à l'origine de deux controverses très vives. La première sur la capacité des forces occidentales de « tuer dans l'œuf » le génocide. Des soldats américains sont aussi présents au Burundi à deux cents kilomètres au sud de Kigali à ce moment-là, et d'autres forces occidentales à quelques heures d'avion. Des militaires affirment que toutes ces forces avaient la capacité de prendre le contrôle de Kigali et d'apporter un soutien décisif à la MINUAR, qui est maintenue dans un état de sous-équipement permanent. L'autre controverse concerne le refus catégorique, sur le terrain, d'évacuer des Tutsis. La Belgique évacua un très petit nombre de Tutsis qui avaient réussi par des négociations et un certain culot à s'infiltrer dans les populations étrangères évacuées.

### Constitution du gouvernement intérimaire
Après l'assassinat d'Agathe Uwilingiyimana, le gouvernement intérimaire se met en place avec pour nouveau premier ministre Jean Kambanda. La plupart de ses membres ont été jugés ou sont en cours de jugement au Tribunal pénal international pour le Rwanda. Deux ont été relaxés. Il semble qu'il y ait eu une lutte d'influence entre le colonel Bagosora, qui contrôlait la Garde présidentielle, et l'état-major des FAR, qui souhaitait instaurer un gouvernement civil[réf. nécessaire]. Ce gouvernement aurait donc été le résultat d'un compromis de circonstances et Bagosora, renonçant à un gouvernement militaire, « mit en place », selon les termes du rapport de l'OUA, un gouvernement formé de civils adeptes du Hutu Power, courant transversal aux partis politiques, motivé par l'extermination des Tutsis.

### Relance de la guerre civile entre les FAR et le FPR
Les accords d'Arusha, conclus en août 1993, avaient permis l'installation dans Kigali de six cents militaires du FPR. Il semble que le FPR ait outrepassé le nombre prévu. La date de la reprise des combats entre le FPR et les FAR a fait l'objet de polémiques diverses, en partie liées à l'attribution des responsabilités dans l'attentat du 6 avril. Le général Quesnot, chef d'état major de l'Élysée au moment du génocide, a soutenu dans son audition devant les députés français que le FPR s'était immédiatement mis en action après l'attentat. Les députés français, après divers recoupements, n'ont pas retenu cette version et ont fixé la reprise effective des combats par le FPR le 10 avril 1994. Dans son livre, le général Roméo Dallaire parle de provocations dès le 7 avril par les FAR à l'égard du bataillon FPR posté à Kigali. L'ordre de mission de l'opération Amaryllis, daté du 8 avril 1994, confirme la version du général Dallaire, puisque, dans sa description de la situation, il est écrit (Annexes du rapport de la mission parlementaire française) :
- Attaque du bataillon FPR
- Arrestation et élimination des opposants et des Tutsis
- Encerclement des emprises de la MINUAR et limitation de ses déplacements

Dès les premières minutes qui suivirent les explosions (non identifiées à l'époque) des missiles, des tirs d'armes lourdes déchirent la nuit du 6 au 7 avril 1994. Ils s'amplifièrent les jours suivants, 24 h/24, émanant essentiellement de la colline de Kimihurura, là où stationnaient des troupes du FPR. Apparemment, celles-ci inondaient de tirs de canons - qui traversaient le ciel de Kigali, de part en part, le camp militaire des FAR, situé au pied de la colline de Nyamirambo.
Dès la nuit du 9 au 10 avril 1994, des tirs d'armes automatiques légères furent entendus dans la ville, jusqu'aux abords même de l'ambassade de France, là où étaient regroupés — avant leur évacuation (le 12 avril 1994) — les personnels civils et militaires français, les expatriés européens ainsi qu'un grand nombre de « notables » Hutus.
Les derniers évacués furent acheminés sur Bangui (RCA) à bord d'avions militaires français. Ces derniers transportaient également la dépouille de gendarmes français, assassinés à leur domicile -, proche du lieu où stationnaient les troupes du FPR, dès les premiers jours qui suivirent l'attentat contre l'avion présidentiel. Ces meurtres furent attribués au FPR mais l'enquête minutieuse menée sur place par le juge Marc Trévidic (ainsi que par des journalistes de la RTBF) ne reconnaît pas cette version.

### Filmographie
- Le film réalisé par Terry George : Hôtel Rwanda, qui retrace les quelques jours précédant le génocide, et le génocide lui-même, perçu depuis un grand hôtel de la capitale.